# Museo della casa alla fasanese
Il Museo della Casa alla Fasanese è un'antica cellula abitativa nel centro storico di Fasano, sede della locale associazione culturale "U'mbracchie" per la riqualificazione del centro antico.
All'interno è possibile rivivere l'essenza di questa caratteristica abitazione unica nel suo genere, ammirando gli antichi oggetti ed utensili quotidiani di un tempo.

## Storia
Il museo è un'antica casa risalente al XVI secolo inglobata nel tempo all'interno di Palazzo Pezzolla e salvatasi dalla demolizione di fine XVIII per far spazio all'attuale Piazza Mercato Vecchio, alle spalle del Municipio.
Nel Luglio 2010 è costituita l'associazione culturale "U'mbracchie" per la riqualificazione del centro storico di Fasano. Il termine dialettale "U'mbracchie" deriva probabilmente dal latino Umbraculum che significa ombra, la stessa ombra presente tra le strette stradine del borgo antico fasanese.
Nel Dicembre 2010 su proposta dell'associazione, il Comune di Fasano affida la casa per farne un punto di accoglienza turistica e promozione del centro antico di Fasano, ma soprattutto della singolarità architettonica delle case locali. 
Dopo alcuni lavori di pulizia, sistemazione e arredo il 17 luglio 2011 apre al pubblico il Museo della Casa alla Fasanese. 

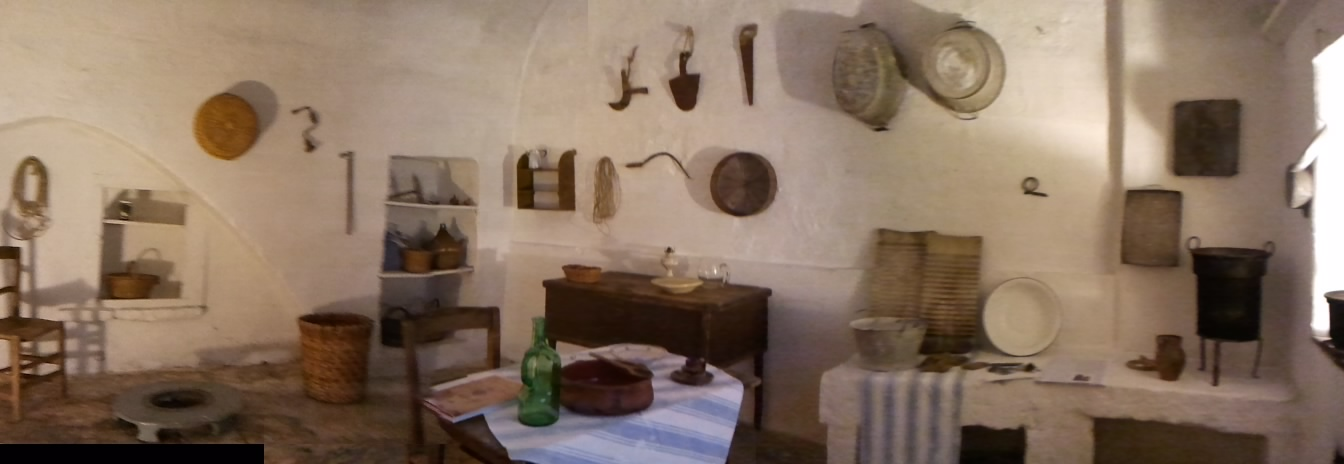
Parte dell'interno della Casa-Museo

## La casa alla fasanese
Organismo edilizio unico nel suo genere edificato in tufo a partire dalla fine del XVI secolo. La sua originalità è data dell'attento utilizzo degli spazi che permette un'assoluta fruizione e razionalizzazione degli ambienti. 
La casa è costituita dalla sala alla quale si accede direttamente dalla strada, dall'alcova (vano notte dei genitori accessibile tramite unarcata dalle forme eleganti e chiuso alloccorrenza da una tenda), dal camerino (vano notte destinato alla prole in numero minore) e infine dal mezzanino (per la prole più numerosa al quale si accede tramite una scala mobile in legno).